# Frontières de l'Allemagne

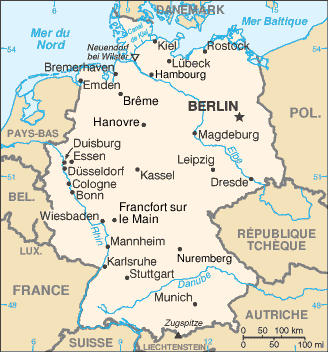
Carte de l'Allemagne (en clair), mettant en évidence ses frontières terrestres avec les pays voisins.

Les frontières de l'Allemagne ont beaucoup évolué avec le temps. Les frontières actuelles datent de la réunification allemande en 1990.

## Histoire

### L'Empire allemand (1871-1918)
Officiellement, l'État allemand existe depuis 1871 et la création de l'Empire allemand après la victoire de l'Allemagne sur la France lors de la guerre franco-allemande de 1870. À cette époque, l'Allemagne annexe l'Alsace-Lorraine et s'étend sur 540 766 km2. Elle s'étend aussi davantage à l'est, la Pologne n'existant plus depuis 1795.

Les frontières de l'Allemagne en Europe avant la Première Guerre mondiale.

Cependant, à cette époque, les frontières de l'Allemagne ne sont pas limitées à l'Europe. En effet, depuis sa création, l'Empire allemand s'est lancé dans une politique de conquête coloniale dans un contexte tendu avec ses voisins britanniques et français, qui eux, ont un empire déjà bien établi. L'Allemagne possède ainsi des territoires en Afrique mais aussi dans l'océan Pacifique.

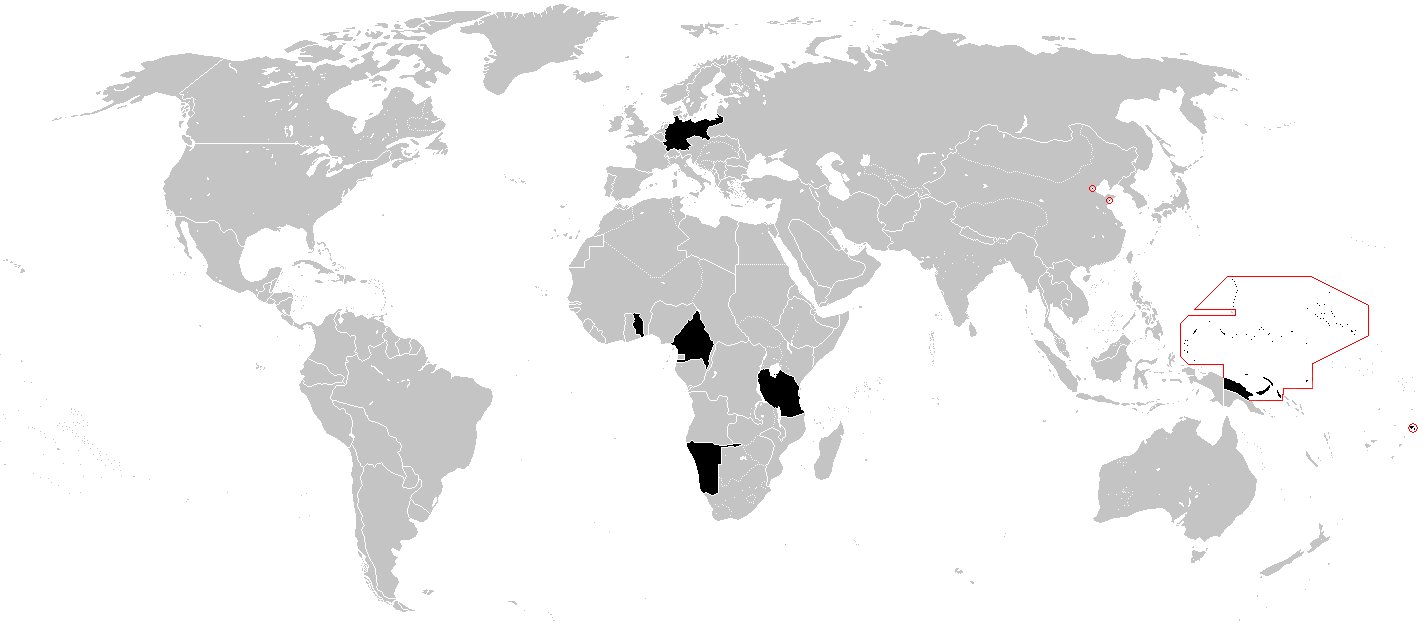
L'Empire colonial allemand en 1914, juste avant la Première Guerre mondiale.

#### La Première Guerre mondiale (1914-1918)
En 1914, la Première Guerre mondiale éclate après l'assassinat de l'archiduc François Ferdinand. L'Autriche-Hongrie, alliée de l'Allemagne, déclare la guerre à la Serbie le 28 juillet 1914, qui est elle-même alliée à l'Empire russe. 
L'Allemagne déclare ainsi la guerre à l'Empire russe et à la France respectivement les 1er et 3 août 1914. Dans un premier temps, les troupes allemandes parviennent à pénétrer et avancer en territoire français et russe. Mais les Allemands sont stoppés par l'armée française et la guerre devient très vite une guerre de tranchées. L'Allemagne, après la révolution russe de 1917, parvient à pénétrer profondément en territoire russe, mais, épuisée, est finalement contrainte de signer l'armistice de 1918.

### La république de Weimar (1918-1933)
La république de Weimar, après avoir signé l'armistice avec les alliés occidentaux, voit son territoire être réduit. L'Allemagne perd ainsi des territoires de l'est au profit de la Pologne, recréée. La province de Prusse-Orientale est ainsi détachée du reste de l'Allemagne. L'Allemagne perd aussi des territoires aux profits de la Lituanie (le territoire de Memel), du Danemark, de la Belgique et de la France, qui récupère l'Alsace-Lorraine. L'Allemagne perd aussi la totalité de son empire colonial.

L'Allemagne après la Première Guerre mondiale.

La République de Weimar s'étend sur 468 787 km2.

### Le Troisième Reich (1933-1945)
Alors que le peuple allemand vit la défaite de 1918 comme une humiliation, qu'il y a de plus en plus de chômage et de colère, Adolf Hitler en profite pour pointer du doigt la responsabilité du gouvernement de Weimar. Après le krach de 1929, la Grande Dépression s'installe. Le chômage et la misère augmente en Allemagne. En 1933, Adolf Hitler accède ainsi au poste de chancelier après que le président du Reich, Paul von Hindenburg l'ait appelé à la chancellerie. Hitler élimine très vite toutes les oppositions et s'approprie tous les pouvoirs, c'est le début du Troisième Reich. Cela s'accentue après la mort d'Hindenburg l'année suivante, en 1934, où Hitler fait fusionner les postes de chancelier et de président du Reich et se fait ainsi appelé Führer (chef/guide) en allemand. Il promet de redonner à l'Allemagne sa gloire et sa puissance passée, et de redonner de la fierté au peuple allemand. Il expose également ses rêves de conquêtes à l'Est dans son ouvrage Mein Kampf, qu'il a rédigé lorsqu'il étais détenu prisonnier à la suite du putsch de la Brasserie en 1923.
Après avoir fait baissé le chômage, Hitler réarme massivement l'Allemagne en vue d'une future guerre et d'une vengeance après la défaite de 1918, et commence à avoir des revendications territoriales. Il annexe d'abord son pays natal, l'Autriche. Il menace ensuite la Tchécoslovaquie, puis obtient la signature des accords de Munich en 1938 qui lui permet d'annexer la région des Sudètes. Ainsi, le Reich s'agrandit. L'année suivante, en 1939, il annexe la République tchèque, et la Slovaquie devient de fait, un état fantoche du Reich allemand. Il menace ensuite la Lituanie et lui demande de restituer le territoire de Memel à l'Allemagne. Ce qu'elle fait.

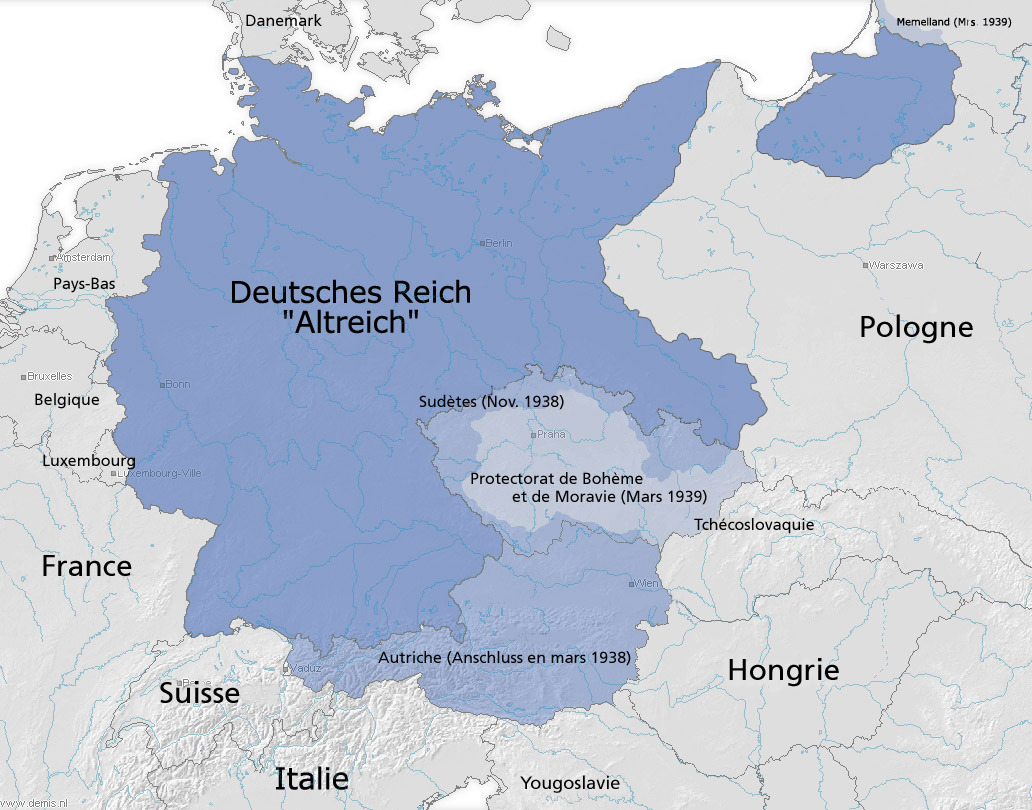
Carte de 1939 montrant les annexions successives de l'Allemagne nazie.

#### La Seconde Guerre mondiale (1939-1945)
Hitler menace ensuite la Pologne et lui demande de restituer à l'Allemagne le corridor de Dantzig afin de rattacher la Prusse-Orientale au reste de l'Allemagne. La Pologne refuse, et le Royaume-Uni et la France déclarent qu'ils soutiendront la Pologne en cas d'attaque allemande.
Après l'ultimatum allemand à la Pologne qui est resté sans réponses, l'armée allemande, le 1er septembre 1939 passe la frontière et attaque la Pologne. Le 3 septembre, le Royaume-Uni, puis la France quelques heures plus tard déclarent la guerre au Reich allemand : la Seconde Guerre mondiale vient ainsi de commencer en Europe. L'Allemagne fait tomber la Pologne en quelques semaines, d'autant plus qu'elle doit également faire face à l'attaque soviétique à l'est.
Dans un premier temps, les protagonistes vont s'observer. Après plusieurs mois de « drôle de guerre », l'Allemagne, après avoir envahi le Danemark et la Norvège, prend les devants et envahit le Benelux et la France le 10 mai 1940. En quelques semaines, l'Allemagne fait capituler la France et récupère l'Alsace-Lorraine. Après avoir échoué à envahir le Royaume-Uni, Hitler ordonne l'invasion de l'Union soviétique, malgré le pacte de non-agression signé quelques mois auparavant.
Après avoir envahi la Yougoslavie et la Grèce au printemps 1941, le Troisième Reich envahit l'Union soviétique le 22 juin 1941. En quelques mois, les Allemands se retrouvent aux portes de Leningrad et de Moscou. Mais ils sont finalement repoussés en décembre 1941 par l'Armée rouge et le front se stabilise en début d'année 1942. L'Allemagne contrôle désormais un territoire s'étendant de la France à la Russie, en passant par la Norvège. À l'été 1942, l'Allemagne nazie est à son apogée territorial après s'être lancée dans la conquête du pétrole du Caucase.

L'Allemagne nazie à son apogée en 1942. En vert foncé, les frontières du Reich allemand, en vert plus clair, les territoires sous administration civile et en vert encore plus clair, les territoires sous administration militaire.

Mais après la défaite lors de la bataille de Stalingrad et l'échec allemand dans le Caucase, le cours de la guerre change et l'Allemagne passe dès lors sur la défensive sur le Front de l'Est à l'été 1943. Peu à peu, l'Allemagne se replie sur elle même.
Elle capitule finalement le 8 mai 1945, une semaine après le suicide d'Adolf Hitler dans son bunker après que les Soviétiques ont investi Berlin.

### L'Allemagne occupée (1945-1949)

Carte de l'Allemagne en 1945, montrant les pertes de territoires et les différentes zones d'occupation.

Après la chute du Troisième Reich, l'état allemand n'existe plus. L'Allemagne est occupée et entièrement soumise à la décision des vainqueurs. Elle perd tous les territoires annexés lors de la guerre ; elle est aussi séparée de l'Autriche et des Sudètes. Elle perd également des territoires de l'Est au profit de la Pologne, ainsi que la Prusse-Orientale qui est dès lors divisée entre la Pologne et l'Union soviétique.
Ses frontières ont été repoussées vers l'ouest sur ordre de Joseph Staline lors de la conférence de Potsdam. En effet, Staline voulait garder les territoires polonais annexés par l'Union soviétique en 1939, mais les Alliés, une fois la Pologne recréée à l'issue de la guerre, ne voulaient pas que cette dernière se retrouve trop petite. En compensation, Staline a proposé de décaler les frontières de la Pologne vers l'ouest au détriment de l'Allemagne.

### L'Allemagne de l'Ouest et l'Allemagne de l'Est (1949-1990)
En 1949, est créée la République fédérale d'Allemagne en zone d'occupation occidentale, et la République démocratique allemande en zone d'occupation soviétique.
Ci-dessus, les cartes de l'Allemagne de l'Ouest à gauche et de l'Allemagne de l'Est à droite.
L'Allemagne de l'Ouest est une république fédérale et est du côté occidental, membre de l'OTAN depuis 1955. Quant à l'Allemagne de l'Est, elle est un état communiste sous influence soviétique et membre du pacte de Varsovie.
L'Allemagne de l'Ouest s'étend sur 248 717 km2, contre 108 333 km2 pour l'Allemagne de l'Est.
L'Allemagne est ainsi divisée en deux pendant 45 ans par la frontière interallemande.

### Réunification allemande et République fédérale d'Allemagne (depuis 1990)

L'Allemagne en vert foncé, au sein de l'Union européenne en vert clair.

En 1990, l'Allemagne est réunifiée. L'Allemagne signe dès lors un traité international avec les autres grandes puissances (États-Unis, Royaume-Uni, France et Union soviétique), où elle reconnaît ses frontières définitives et où elle rejette toutes futures revendications territoriales. L'Allemagne s'étend depuis 1990 sur une superficie de 357 588 km2.
Elle est le quatrième plus grand pays de l'Union européenne derrière la France, l'Espagne et la Suède.

## Frontières

### Frontières terrestres
L'Allemagne partage des frontières terrestres avec neuf pays voisins, pour un total de 3 621 km :
- au nord, la frontière avec le Danemark est longue de seulement 68 km, séparant en deux l'isthme du Jutland ;
- à l'ouest, au sud et à l'est, la frontière forme une ligne continue de 3 553 km, séparant l'Allemagne successivement des Pays-Bas, de la Belgique, du Luxembourg, de la France, de la Suisse, de l'Autriche, de la Tchéquie et de la Pologne.

La frontière allemande comporte trois particularités géopolitiques :
- au niveau de la frontière belge, la ligne ferroviaire de la Vennbahn, sous souveraineté belge, sépare cinq enclaves allemandes en Belgique ;
- la ville allemande de Büsingen am Hochrhein est enclavée en Suisse ;
- la commune autrichienne de Jungholz n'est reliée au reste du pays que par un point, le sommet du Sorgschrofen, créant une quasi-enclave autrichienne en Allemagne.

### Frontières maritimes
L'Allemagne possédant une façade maritime au nord du pays, sur la mer du Nord à l'ouest du Jutland et la mer Baltique à l'est, plusieurs traités de délimitation maritime ont été signés avec les 5 pays limitrophes :
- Danemark (délimitation du plateau continental, le 9 juin 1965[1], le 28 janvier 1971[2] et le 14 septembre 1988[3], limite dans la baie du Flensborg Fiord les 22 et 28 octobre 1970[4])
- Pays-Bas (délimitation du plateau continental, le 28 janvier 1971[5], limite côtière le 29 septembre et le 24 novembre 1975[6]
- Pologne (délimitation du plateau continental, le 29 octobre 1968[7], limite dans la baie de l'Oder le 22 mai 1989[8], confirmation des frontières le 14 novembre 1990[9] après la réunification du pays)
- Royaume-Uni (délimitation du plateau continental, le 25 novembre 1971[10])
- Suède (délimitation du plateau continental, le 22 juin 1978[11])

### Récapitulatif
Le tableau suivant récapitule l'ensemble des frontières de l'Allemagne :
| Pays        | Terre (km) | Mer (km) | Total (km) | Notes |
| ----------- | ---------- | -------- | ---------- | --- |
| Autriche    | 784        | —        | 784        | |
| Belgique    | 167        | —        | 167        | Cinq enclaves allemandes en Belgique (Münsterbildchen, Mützenich, Roetgener Wald, Rückschlag et Ruitzhof)                                         |
| Danemark    | 68         | 706      | 774        | |
| France      | 451        | —        | 451        | |
| Luxembourg  | 138        | —        | 138        | Les cours d'eau qui forment la majeure partie de cette frontière sont un condominium sous souveraineté conjointe de l'Allemagne et du Luxembourg. |
| Pays-Bas    | 577        | 336      | 913        | |
| Pologne     | 467        | 87       | 554        | |
| Royaume-Uni | —          | 18       | 18         | |
| Suède       | —          | 55       | 55         | |
| Suisse      | 334        | —        | 334        | Une enclave allemande en Suisse (Büsingen am Hochrhein)                                                                                           |
| Tchéquie    | 646        | —        | 646        | |
| Total       | 3 621      | 1 202    | 4 823      | |